# キッチン (榊いずみの曲)
『キッチン』は、榊いずみの楽曲で、2016年5月13日に発売された配信限定シングルである。発売元はFamily Tree Records。規格品番はFTR-WD001。

## 概要
- ドラマ『まかない荘』（メ～テレ）の主題歌[2][3]。
- 音楽配信サイト「OTOTOY」では、24bit/48kHzによるハイレゾ版も配信された[4]。

## 収録曲
1. キッチン（5分19秒）
作詞：榊いずみ　作曲 : 榊いずみ・佐藤亙　編曲 : 佐藤亙

## ミュージシャン
- 榊いずみ - パーカッション
- 佐藤亙 - ギター
- コジマカオル - ドラムス
- 若槻昌子 - キーボード
- 斎藤スグル - ベース
- 柴由佳子 - バイオリン

## 楽曲の収録アルバム
- オリジナル『SOUNDTRACKS』（2017年）